# Phillips County (Montana)
Phillips County is een county in de Amerikaanse staat Montana.
De county heeft een landoppervlakte van 13.311 km² en telt 4.601 inwoners (volkstelling 2000). De hoofdplaats is Malta.